# Robert Slippens
Robert Slippens, född den 3 maj 1975 i Opmeer, är en nederländsk före detta bancyklist som vann elva sexdagarslopp, samtliga i par med Danny Stam. Slippens och Stam blev tillsammans även europamästare i madison 2002. Slippens blev därtill även europamästare i olympisk sprint 1995.

## Meriter – bancykling
| 1996 12:a i lagförföljelselopp 2000 7:a i lagförföljelselopp 8:a i madison med Danny Stam 2004 14:e i madison med Danny Stam 2008 5:a i lagförföljelselopp | 2004 2:a i scratch 3:a i madison med Danny Stam 2005 2:a i madison med Danny Stam |

| 1995 Europamästare i olympisk sprint med Dirk-Jan van Hameren och René Vink 2001 2:a i derny 2002 Europamästare i madison med Danny Stam 2003 2:a i madison med Danny Stam 3:a i derny | 2002/2003 Vinnare av Bremens sexdagars med Danny Stam 2003/2004 Vinnare av Amsterdams sexdagars med Danny Stam 2004/2005 Vinnare av Amsterdams sexdagars med Danny Stam Vinnare av Rotterdams sexdagars med Danny Stam Vinnare av Gents sexdagars med Danny Stam 2005/2006 Vinnare av Bremens sexdagars med Danny Stam Vinnare av Rotterdams sexdagars med Danny Stam Vinnare av Berlins sexdagars med Danny Stam Vinnare av Köpenhamns sexdagars med Danny Stam 2008/2009 Vinnare av Amsterdams sexdagars med Danny Stam Vinnare av Zuidlarens sexdagars med Danny Stam |